# Wangerland
Wangerland è un comune di 9 130 abitanti, della Bassa Sassonia, in Germania.

Appartiene al circondario (Landkreis) della Frisia (targa FRI).